# Demokratisch-Liberale Partei (Armenien)
Die Demokratisch-Liberale Partei (armenisch Ռամկավար Ազատական Կուսակցութիւն bzw. in reformierter Orthografie Կուսակցություն, Ramkawar Asatakan Kusakzutjun, französisch Parti libéral démocrate arménien) ist eine armenische Partei. Sie ist in anderen Sprachen auch unter dem armenischen Namen Ramkavar Asatakan bekannt.
Die Demokratisch-Liberale Partei gilt als die älteste Partei Armeniens. Seit 2000 stellt sie in der libanesischen Nationalversammlung einen Abgeordneten, der 2005 wiedergewählt wurde.

## Geschichte
Sie wurde 1885 unter dem Namen Armenakan in Van gegründet, das bis zum Völkermord an den Armeniern mehrheitlich von Armeniern bewohnt wurde. Im Libanon, wohin viele Überlebende des Völkermords geflüchtet waren, reorganisierte sich die Partei im Exil, während sie in der Demokratischen Republik Armenien nie Einfluss besaß. 1921 erfolgte die Aufnahme vieler enttäuschter Mitglieder der Sozialdemokratischen Hntschak-Partei und die Partei erhielt ihren neuen Namen (die Hntschak-Partei stand in der Mehrheit lange zu den Bolschewiki, auch nach deren Machtübernahme in Armenien und galt unter vielen Armeniern im Libanon als „Arm Moskaus“). Lange war die Demokratisch-Liberale Partei die kleinste der drei armenischen Parteien im Libanon (die dritte und stärkste ist die Armenische Revolutionäre Föderation).

## Wahlergebnisse
In der Endphase der Armenischen SSR durfte die Demokratisch-Liberale Partei wieder in Armenien aktiv werden, im Juni 1991 wurde sie offiziell registriert. Allerdings konnte sie sich in der Republik Armenien bisher nicht wieder etablieren. Bei der Parlamentswahl vom 25. Mai 2003 erhielt sie 2,9 % der Stimmen und scheiterte damit an der Fünfprozenthürde. Zur Wahl 2007 trat sie gar nicht an. Am 3. April 2008 schloss sich die Demokratisch-Liberale Partei mit zwei anderen kleinen Parteien, der Daschink-Partei und der Partei „Nationale Wiedergeburt“, zusammen.

## Abgeordnete in der armenischen Nationalversammlung (seit 1990)
| - Jurik Alawerdjan (1990–1995) - Pawlik Assatrjan (1995–1999) - Warasdat Awojan (1990–1995, 1995–1999) - Wigen Chatschatrjan (1990–1995, 1995–1999) | - Hamlet Dallakjan (1990–1995) - Hovhannes Durgarjan (1995–1999) - Hovhannes Hovhannisjan (1995–1999) - Harutjun Karapetjan (1990–1995) | - Robert Mnazakanjan (1995–1999) - Rafik Petrosjan (1990–1995) - Mels Sahakjan (1990–1995) - Samwel Tonojan (1990–1995) |

Quelle: Webseite der Nationalversammlung

## Verweise
1. ↑  http://regnum.ru/news/981195.html
2. ↑  parliament.am (Abruf am 12. Dezember 2019)